# Gulume Tollesa
Gulume Tollesa Chala (née le 11 septembre 1992) est une athlète éthiopienne.

## Carrière
Elle remporte le marathon de Marrakech en 2013, puis le marathon de Francfort en 2015.
En 2017 et 2018, elle remporte le marathon de Hong Kong, ; elle établit un nouveau record dans ce marathon en 2018 avec un temps de 2 h 29 min 37 s, qui sera battu l'année suivante par Volha Mazuronak.

## Palmarès
| Date | Compétition               | Lieu      | Résultat | Épreuve       | Temps           |
| ---- | ------------------------- | --------- | -------- | ------------- | --------------- |
| 2013 | Marathon de Marrakech     | Marrakech | 1er      | Marathon      | 2 h 36 min 5 s  |
| 2015 | Marathon de Francfort     | Francfort | 1er      | Marathon      | 2 h 23 min 12 s |
| 2016 | Marathon de Paris         | Paris     | 2e       | Marathon      | 2 h 26 min 14 s |
| 2017 | Marathon de Hong Kong     | Hong Kong | 1er      | Marathon      | 2 h 33 min 39 s |
| 2017 | Semi-marathon de Shanghai | Shanghai  | 2e       | Semi-marathon | 1 h 10 min 45 s |
| 2018 | Marathon de Hong Kong     | Hong Kong | 1er      | Marathon      | 2 h 29 min 37 s |
| 2018 | Marathon de Paris         | Paris     | 3e       | Marathon      | 2 h 23 min 6 s  |